# Gunman Chronicles
Gunman Chronicles ist ein Ego-Shooter für Windows, der auf der Half-Life-Engine GoldSrc basiert. Ursprünglich als eine von Rewolf programmierte kostenlose Einzelspieler-Modifikation angedacht, wurde das Spiel als eigenständiger Titel mit dem Erscheinungsjahr 2000 durch Sierra vertrieben.

## Handlung
In einer fernen Zukunft schlüpft der Spieler in die Rolle eines erfahrenen „Gunman“ (auf Deutsch etwa: bewaffneter Räuber, Gangster). Er verkörpert die fiktive Person Major Archer, welcher bereits seit 5 Jahren Leiter der Gunman-Truppe ist. Aus unerklärlichen Gründen wurden mehrere Kolonien von einem Alienschwarm, genannt „Xenom-Organismus“, überrannt. Aufgabe des Spielers ist es, diese Invasion zu stoppen und den Grund derselben herauszufinden. Man kommt einem wahnsinnig gewordenen Ex-General der Gunmen auf die Schliche, von dem man annahm, er sei bei einer Schlacht auf einem Planeten namens „Bensure Prime“ eines heldenhaften Todes gestorben. Dieser möchte sich jedoch einerseits an den Menschen rächen, vor allem den Gunmen, weil sie ihn damals auf diesem Planeten zurückließen, und andererseits Herrscher eines neuen großen Reiches werden, eben mithilfe des Xenom-Organismus.

## Spielprinzip
Größter Unterschied zu vorherigen First-Person-Shootern ist die Möglichkeit des Spielers, seine Waffen im größeren Umfang zu konfigurieren. So kann bei der Chemie-Waffe das Verhältnis von Säure, Base und Wasser frei konfiguriert werden, was Einfluss auf Schaden und die Art des Schusses nimmt. Bei anderen Waffen kann der Munitionsverbrauch oder die Schussgeschwindigkeit konfiguriert werden. Zudem gibt es im Spiel einen Abschnitt, in dem der Spieler mit einem frei steuerbaren Fahrzeug fahren kann.

## Rezeption
Für PC Player sei Gunman Chronicles im Vergleich zu Half-Life weniger mitreißend und mit weniger Atmosphäre. Es sei beeindruckend, was aus der GoldSrc-Engine herausgeholt worden sei. Die gigantischen Zwischen- und Endgegner seien gut umgesetzt, Puzzle und Gegnerintelligenz sei weniger gut. Ebenso problematisch sei die Balance der Waffen. Nicht alle Funktionen werden tatsächlich benötigt. Es habe laut Gameswelt aufgrund des linearen Charakters nur geringen Wiederspielwert. Der Mehrspielermodus mit 5 Karten sei enttäuschend. Grafisch sei es aufgrund der veralteten Engine rückständig. Auch für PC Games seien die Erwartungen erfüllt. Gunman Chronicles böte abwechslungsreiche Levels und innovative Waffen. PC Action bemängelte lange Ladezeiten und Einbrüche der Bildrate. Das Spiel sei sehr gut durchdacht. Die Fahrzeugpassagen zählen zu den Höhepunkten des Spiels. Der Nervenkitzel sei höher als bei Half-Life: Opposing Force. PC Joker vergab die Auszeichnung "Hit", bemängelte jedoch die kurze Spielzeit ebenso wie im Konkurrenzprodukt Star Trek: Voyager – Elite Force.